# Перинф
Перинф (др.-греч. Πέρινθος) — античный город на северном побережье Пропонтиды.

## История
Перинф был основан самосцами около 603 до н. э. Поскольку северная Пропонтида была зоной мегарской колонизации, основание самосской колонии привело к войне.
В VI веке до н. э. земли Перинфа подверглись нападению пеонов, разгромивших местное ополчение и осаждавших город. В 513 до н. э. после упорного сопротивления был завоеван сатрапом Мегабазом.
В V веке до н. э. входил в состав Делосского морского союза, согласно перечню 452 до н. э. платил ежегодный форос в 10 талантов. Сохранял верность афинянам до конца Пелопоннесской войны, в 410 до н. э. впустил войска Алкивиада.
В конце V века до н. э. Гиппократ наблюдал в Перинфе эпидемию какой-то лихорадки, одним из симптомов которой был сильный кашель.
В 377 до н. э. вошел в состав Второго Афинского морского союза, в 365—359 до н. э. участвовал в войне афинян с фракийскими царями Котием и Керсоблептом. Во время Союзнической войны, вероятно, вышел из состава союза вместе с Византием; в 352 до н. э. вернулся к союзу с Афинами из-за угрозы со стороны Филиппа II Македонского. В 340—339 до н. э. выдержал македонскую осаду.
В 338 до н. э. вошел в состав Эллинского союза. В правление Александра и его преемников сохранял автономию, затем объединился в одну общину с Византием. В 202—196 до н. э. был захвачен Филиппом V Македонским.
Вошел в состав римской провинции Македония, в 72 до н. э. был осажден Митридатом. В эпоху римской империи был резиденцией прокуратора, после Траяна — легата Августа пропретора, управлявшего Фракией.
В 18 году через Перинф проезжал Германик, отправившийся с миссией на Восток. В результате гражданской войны 193—197 годов, в которой Византий поддержал Песценния Нигера, Перинф был лишен статуса города. В 275 на пути из Перинфа в Византий был убит император Аврелиан.
Во II веке в Перинфе была замучена Гликерия Ираклийская.
В конце III века был переименован в Гераклею (Ираклию), возможно, в честь Максимиана Геркулия, и стал административным центром провинции Европа. Позднее были предприняты попытки связать название города с Гераклом.
Был центром епархии, с IV века — митрополии, в состав которой входил Константинополь, в том же столетии ставший отдельной епархией.
По словам Прокопия Кесарийского, Гераклея-Перинф, который в древности «считали первым городом Европы, теперь же ему дают после Константинополя второе место», ко временам Юстиниана почти совсем опустел, поскольку акведуки пришли в негодность, и императору пришлось его восстанавливать.
Двойное название город сохранял до конца византийского времени, после османского завоевания назывался Эски Эрегли. Современное название — Мармара Эреглиси.